# اچ‌ام‌اس تمرر (۱۹۰۷)
اچ‌ام‌اس تمرر (۱۹۰۷) (به انگلیسی: HMS Temeraire (1907)) یک کشتی بود که طول آن ۵۲۷ فوت (۱۶۱ متر) بود. این کشتی در سال ۱۹۰۷ ساخته شد.